# Suat Kaya
Suat Kaya (Istanbul, 26 agosto 1967) è un allenatore di calcio ed ex calciatore turco, di ruolo centrocampista.
Vinse una Coppa UEFA (1999-2000) e una Supercoppa UEFA (2000) con la maglia del Galatasaray.

## Palmarès

### Giocatore

#### Club

##### Competizioni nazionali
- Campionato turco: 8  (record condiviso con Hakan Şükür e Bülent Korkmaz)

Galatasaray: 1987-1988, 1992-1993, 1993-1994, 1996-1997, 1997-1998, 1998-1999, 1999-2000, 2001-2002
- Coppa di Turchia: 4

Galatasaray: 1992-1993, 1995-1996, 1998-1999, 1999-2000

##### Competizioni internazionali
- Coppa UEFA: 1

Galatasaray: 1999-2000
- Supercoppa UEFA: 1

Galatasaray: 2000